# Kaiser Darrin
Kaiser Darrin — спортивный автомобиль, выпускавшийся Kaiser Motors в 1954 году.

## История
Автомобиль разработан американским инженером Говардом Даррином (Howard Darrin). Прототип, оснащённый двигателем от малолитражки Henry J, был представлен на Лос-Анджелесском автосалоне в 1952 году. Однако он не пошёл в серийное производство из-за несоответствия федеральным требованиям по безопасности, поэтому концепцию пришлось изменить — низко расположенные фары «задрали» вверх вместе с передней частью. Даррин был недоволен изменениями — по его мнению, они рушили созданную им концепцию — и, поссорившись с Генри Кайзером, покинул проект. Серийное производство началось только в 1954 году.
Уникальной особенностью нового автомобиля были двери, которые сдвигались в передние крылья. Kaiser Darrin оснащался 6-цилиндровым двигателем «Willys» рабочим объёмом 161 дюйм³ (2,6 л) и мощностью 90 л. с. (66,24 кВт) с максимальной скоростью 160 км/ч. Трансмиссия — 3-ступенчатая механическая (опционально — с овердрайвом или автоматическая). Кузов изготавливался из стеклопластика.
Несмотря на запоминающийся дизайн и технические инновации, Kaiser Darrin не получил признания на рынке, во многом благодаря своей завышенной цене — $3668. Для сравнения, более известный и мощный Chevrolet Corvette первого поколения стоил $3523 и покупатели делали выбор в его пользу.
Всего было выпущено лишь 435 экземпляров, после чего выпуск машин под марками «Kaiser» и «Willys» прекратился в Северной Америке.
В дальнейшем Даррин скупил оставшиеся автомобили, и, оснастив их мощными 270-сильными V8—двигателями Cadillac, продал последнюю партию (100 экземпляров) этих машин.

## Галерея

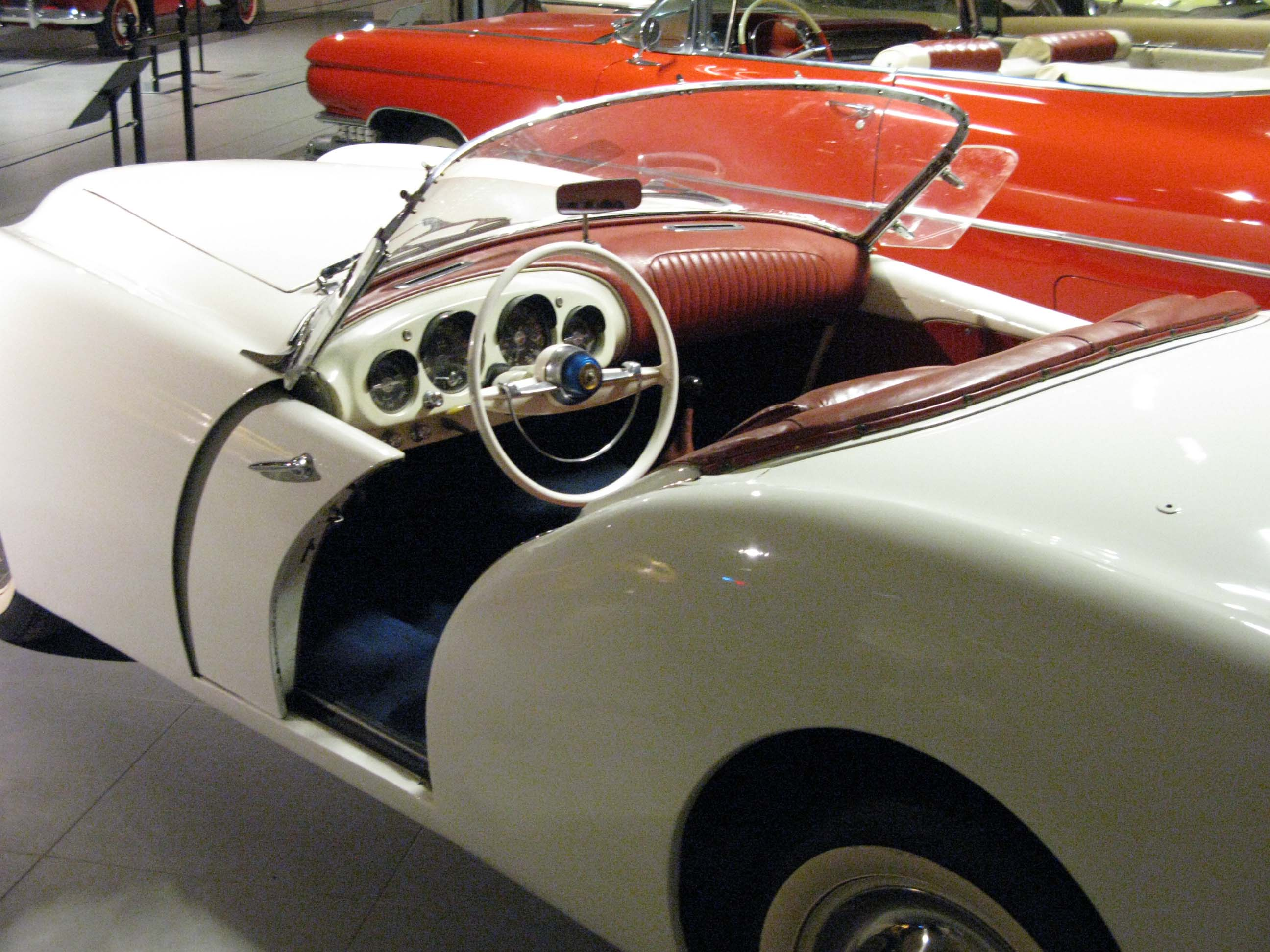
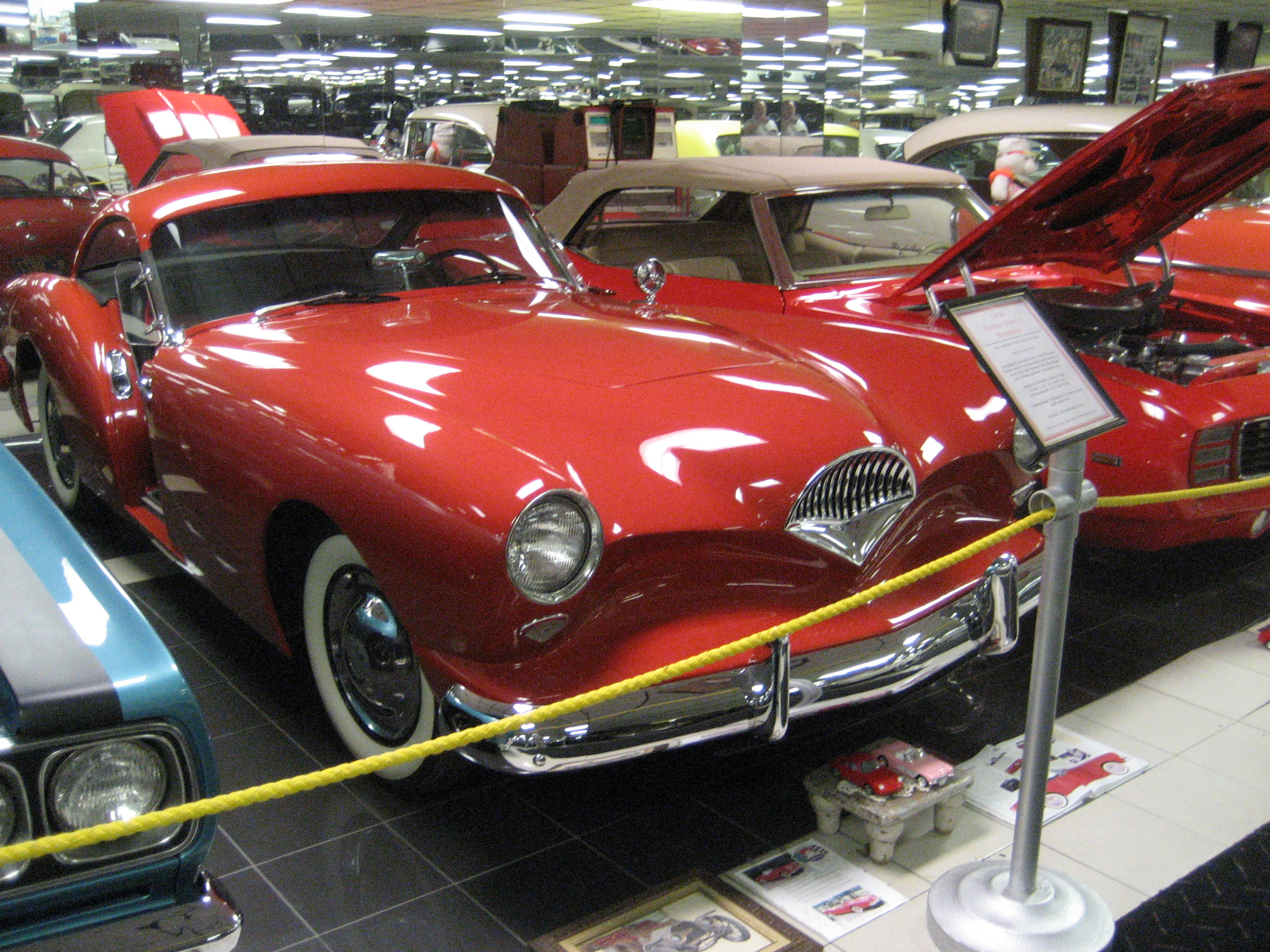
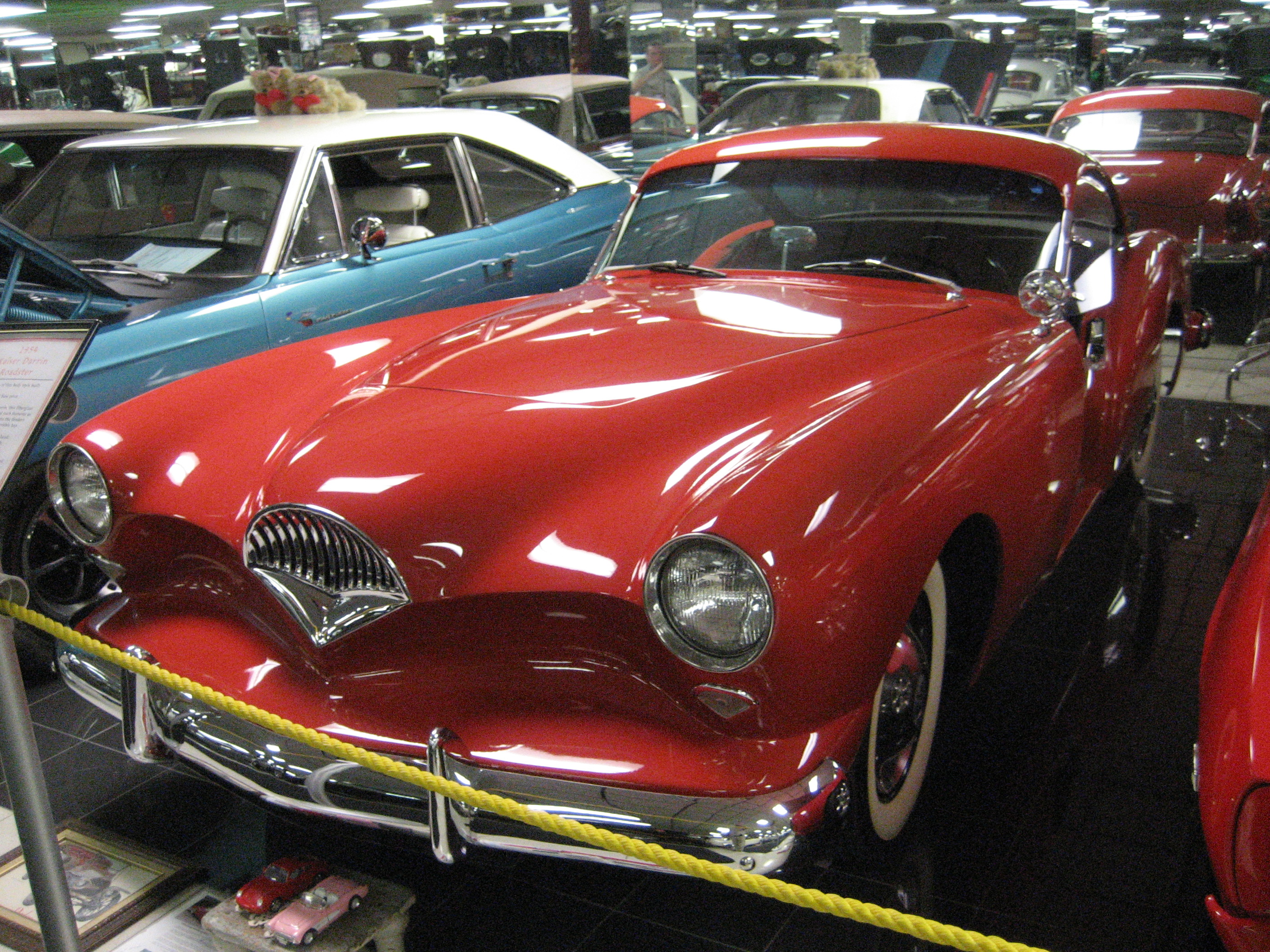
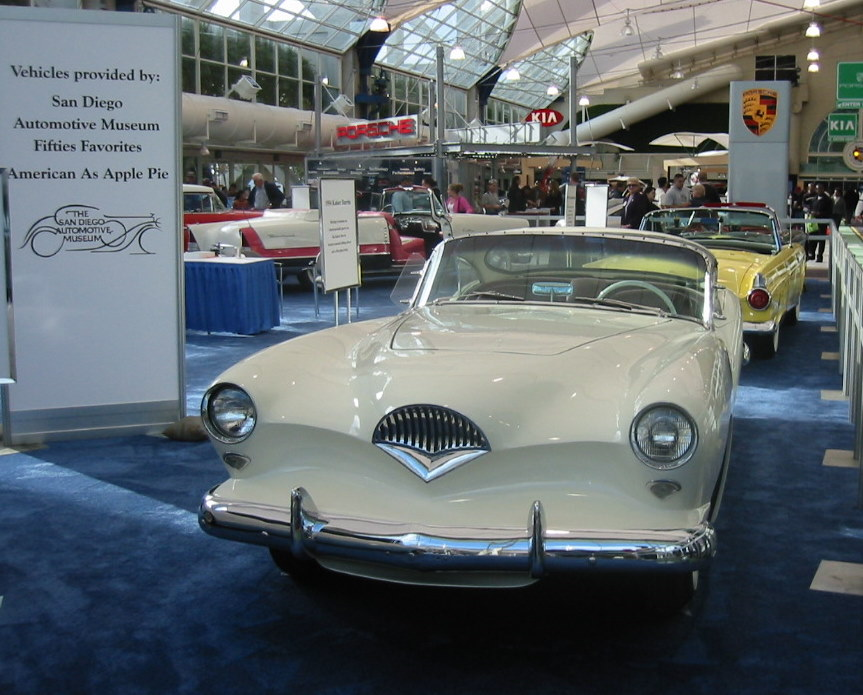
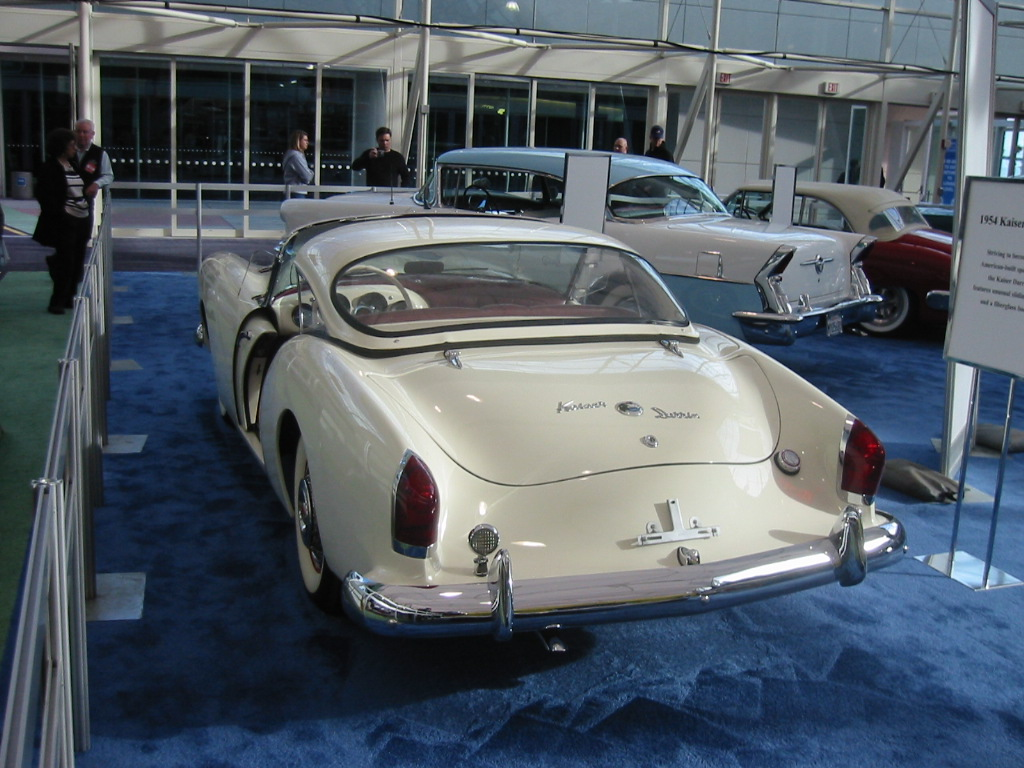